# 鈴木昭生
鈴木 昭生（すずき しょうせい、1927年6月19日 - 2009年8月18日）は、日本の男性俳優、声優。東京府（現：東京都）出身。
長男はムーンライダーズの鈴木慶一、次男は同じくムーンライダーズの鈴木博文。

## 来歴・人物
東京都立青山高等学校卒業。日本大学専門部工科卒業。身長169cm、体重55kg。声域はバリトン。
1947年2月15日、劇団文化座入団。その後、九プロダクションに所属していた。
2004年に咽頭癌を患い、その後2006年に咽頭及び声帯切除により芸能活動を引退、治療に専念していたが、2009年8月18日、自宅にて心不全により死去。82歳没。

## 出演作品

### 俳優

#### テレビドラマ
- 特別機動捜査隊（NET、東映）
  - 第135話「忘却」（1964年）
  - 第263話「霧笛の港」（1966年） - 横地
  - 第322話「寒いクリスマス」（1967年） - 古谷
- NHK大河ドラマ
  - 太閤記（1965年） - 天野紀伊守
  - 三姉妹（1967年） - ポリス
  - 樅ノ木は残った（1970年） - 平助
  - 新・平家物語（1972年）
  - 国盗り物語（1973年） - 朝山日乗
  - 元禄太平記（1975年） - 寺井玄渓
  - 風と雲と虹と（1976年） - 駅長
  - 花神（1977年） - 山本有仲
  - 草燃える（1979年） - 花山院兼雅
  - 山河燃ゆ（1984年） - 荒木貞夫
  - 春の波涛（1985年） - 町医者
- 素浪人 月影兵庫（1967年）
- 素浪人 花山大吉（1969年） - 喜内
- 華麗なる一族（1974年） - 田中大蔵省金融検査官
- 伝七捕物帳 第100話「花のお江戸の喧嘩鳶」（1976年、NTV） - 樋口宗庵
- 若さま侍捕物帳（1978年）
- 連続テレビ小説
  - マー姉ちゃん（1979年） - 千代の父
  - 本日も晴天なり（1981年） - 医者
- 天皇の料理番（1980年） - 厨士
- 真田太平記（1985年） - 飯田覚兵衛
- 武蔵坊弁慶（1986年） - 一条長成
- ああ結婚（1990年） - 潮正澄

#### 映画
- 飢餓海峡（1965年） - 唐木刑事
- 華麗なる一族（1974年） - 川畑阪神特殊鋼常務
- 僕は天使ぢゃないよ（1974年） - 一郎の父

#### 舞台
- 初蕾 - 清吉

### 声優

#### テレビアニメ
- 鉄腕アトム（アニメ第1作）（1965年）
- 女王陛下のプティアンジェ（1978年） - タッカー
- トライガン（1998年） - 爺さん
- 名探偵コナン（1998年） - 北村源兵衛
- バブルガムクライシス TOKYO 2040（1999年） - シャン先生

#### OVA
- 世界の光 親鸞聖人（1992年） - 老人、トク爺さん

#### 吹き替え
- 0011ナポレオン・ソロ #17 - アンドレ（ポール・ランバート）
- スーパーカー 謎の絵画 - 日本テレビ版
- トワイライト・ゾーン 日本版第1期放送、邦題「未知の世界」- ナレーション（ロッド・サーリング）
- 夢みる小犬ウィッシュボーン - セドリック、判事、ビグルビー卿、シレノス

#### CD
- P.W Babies Paperback- ムーンライダーズ「スペースエイジのバラッド」ナレーション
- 耳で聞く名作シリーズ・小松左京朗読作品集 (1) 珠玉編 -「おえらびください」朗読

### ラジオドラマ
- NHKラジオ劇場 眠り浅く（1981年）